# Province de Latina
La province de Latina (en italien : provincia di Latina) est une province italienne, située dans la région du Latium et dont le chef-lieu est la ville de Latina.

## Géographie
La province de Latina s'étend sur 2 256,16 km2 au sud-est de Rome, le long de la mer Tyrrhénienne.

## Histoire
La province est créée le 18 décembre 1934 sous le nom de province de Littoria par détachement de celle de Rome. Elle prend son nom actuel en 1945 quand son chef-lieu est rebaptisé Latina.

## Blason
La province de Latina a son propre blason (et étendard), reconnu par un décret du président de la République en date du 30 juin 1954.

### Description héraldique du blason
Sur fond bleu ciel, une bande verte garnie par deux bordures doré comprenant trois épis de grain penchés vers la gauche de la bande ; accompagnée en haut à droite d'une tour ouverte et fenêtrée de noir, érigée sur le sommet central de trois monts, le tout au naturel ; en bas à gauche d'une ancre immergée dans une mer ondoyante.
Ornements extérieurs, caractéristiques des « provinces », c'est-à-dire cercle d'or orné avec les bordures lisses aux extrémités, renfermant deux branches, une de laurier et l'autre de chêne, au naturel, sortants de la couronne, se croisant et retombant vers l'extérieur.
La branche de chêne indique la force et la constance. La branche de laurier indique la noblesse et la gloire. Les branches sont nouées par un ruban aux couleurs nationales, i.e. de vert, de blanc et de rouge.

## Économie
Une grande partie de son territoire est cultivée d'oliviers de la variété Itrana.